# (6694) 1986 PF
1986 بي أف (ويعرف أيضًا باسم (6694) 1986 بي أف وفق تسمية الكوكب الصغير) (بالإنجليزية: 1986 PF)‏ هو كويكب ضمن حزام الكويكبات؛ وترتيبه 6694 من حيث الاكتشاف.
اكتُشف هذا الجُرم الفلكي بواسطة المسح الدولي للكويكبات القريبة من الأرض ‏ في 4 أغسطس 1986.

## وصلات خارجية
- (6694) 1986 PF في قاعدة بيانات مختبر الدفع النفاث لأجرام النظام الشمسي الصغيرة

- الاكتشاف · مخطط المدار ·  العناصر المدارية · المعلمات المادية

- (6694) 1986 PF على موقع ويكي سكاي: DSS2, SDSS, GALEX, IRAS, Hydrogen α, X-Ray, Astrophoto, Sky Map, Articles and images